# Adolfo Pérez Esquivel
Adolfo Pérez Esquivel (n. 26 noiembrie 1931, Buenos Aires, Argentina) este un sculptor, pictor, arhitect și activist argentinian, laureat al Premiului Nobel pentru Pace în anul 1980.
În anul 1976, în contextul venirii la putere a generalului Jorge Videla, Pérez Esquivel a pus bazele unei mișcări de apărare a drepturilor omului și de sprijin pentru familiile victimelor Războiului Murdar. În acest sens a înființat organizația El Servicio de Paz y Justicia, care a servit ca instrument de apărare a drepturilor omului și de denunțare a atrocităților comise de dictatura militară.
Pérez Esquivel a fost arestat în anul 1976 în Ecuador, împreună cu mai mulți episcopi catolici din America Latină. În 1977 a fost reținut la Buenos Aires de Poliția Federală Argentiniană, torturat, arestat fără proces timp de 14 luni.
Pérez Esquivel a fost distins cu Premiul Nobel pentru Pace în 1980 pentru eforturile sale în apărarea drepturile omului. A rămas activ ulterior în sprijinul Mamelor Plaza de Mayo, a popoarelor indigene din Argentina, de ecologia, și împotriva zonei libere de schimb a Americilor.